# France Jerman
France (Francisco) Jerman - Frenk, slovenski zdomski športnik, olimpionik in pionir, * 16. oktober 1920, Dol pri Ljubljani, Kraljevina SHS, † 18. marec 1980, Bariloče, Argentina.

## Življenje
France Jerman se je rodil leta 1920 v Dolu pri Ljubljani, tam je obiskoval osemletko, v Ljubljani pa trgovsko šolov V Krištofovem zavodu. Zatem se je zaposlil v družinskem podjetju Jerka (tovarna barv) v okolici Domžal, nato pa v Ljubljani. Ob delu je tudi študiral na zasebni realki. 
Že v mladosti se je udejstvoval v teku na smučeh na dolge proge. Z bratom Jožetom Jermanom sta bila pred drugo svetovno vojno imenovana v jugoslovansko državno reprezentanco, ki se je pripravljala na Balkanske igre (niso bile izvedene zaradi nastopa vojne).
Ob začetku druge svetovne vojne je bil prisilno mobiliziran v nemške pomožne čete. Opravil je urjenje na Poljskem, nato pa poslan na rusko fronto. Od tam je med koriščenjem dopusta dezertiral. Ob povratku v domovino se je pridružil partizanom.
Ko so domobranci ustanovili postojanko v Domžalah se jim je pridružil. Skupaj z njimi se je ob koncu vojne zatekel v Vetrinjsko begunsko taborišče, od koder je bil ob angleški izdaji z drugimi vojaki izročen partizanski vojski. V času nočnega marša je nekje med Mislinjo in Velenjem zbežal in si rešil življenje.
V begunskem taborišču v Peggezu blizu Špitala ob Dravi v Avstriji ga ravnatelj Marko Bajuk ni sprejel na gimnazijo, ker ni imel spričeval. Ob tveganju življenja se je vrnil čez mejo, pretihotapil domov in se vrnil v taborišče s spričevali in polnim nahrbtnikom knjig, ki jih je izročil ravnatelju Bajuku, da so jih uporabili za pouk v taborišču. 
Leta 1948 je emigriral v Argentino. V začetku je delal kot gradbeni delavec, nato pa se je s prijateljem Janezom Fleretom odločil za preselitev na argentinski jug, v Bariloče.
Leta 1954 je dobil dovoljenje za gradnjo gostišča v državnem parku pod Tronadorjem. 19.decembra istega leta se je poročil in nato živel v Melipalu pri Bariločah, trije sinovi od petih otrok so bili tudi člani argentinske državne reprezentance v teku na smučeh, tudi dvakratni udeleženec olimpijskih iger Marcos Luis Jerman. S prijatelji (Janez Flere, norvežan Ovrum) so Zgradili sedežnico na Campanario (Cerro Campanario), ki slovi kot ena najlepših razglednih točk v okolici jezera Nahuel Huapi. 
Poleg stalnega udejstvovanja v športu je bil aktiven tudi v okolju slovenskih priseljencev, ki so neutrudno ohranjali slovensko kulturo. Bil je med pobudniki ustvanovitve Slovenskega planinskega društva, ter nato tudi njegov predsednik (od ustanovitve 1951 do 1956 in od 1961 do smrti leta 1980). Sodeloval je tudi pri ustanovitvi Srednješolskega tečaja, ki je v Bariločah skrbel za izobraževanje otrok slovenskih priseljencev, ter na njem tudi poučeval.
Umrl je 19. marca 1980 v Bariločah, kjer je tudi pokopan.

## Dosežki
V teku na smućeh je bil argentinski prvak 19 let zapored, od 1950 do 1969.
Leta 1952 je z Dinkom Bertoncljem prvenstveno preplezala Slovenski zvonik (Campanile Esloveno), tedaj najpomembnejši vzpon v katedralskem (Catedral) pogorju. 
Leta 1952 sta z Dinkom Bertoncljem prvenstveno preplezala tudi glavni vrh v gorski skupini Tres Picos in ga krstila vrh Tuma (Torre Tuma), poimenovan po slovenskem planincu Henriku Tumi.
V sezoni 1952-53 je bil zmagovalec na mednarodni tekmi "Posta Transandina" ter argentinski prvak v skokih. 
Leta 1960 je kot prvi predstavnik Argentine v nordijskih panogah nastopil na olimpijskih igrah v Squaw Valleyju.
Bil je trener argentinske vojske in tekačev andinističnega kluba Bariloche (CAB - Club Andino Bariloche), po prenehanju aktivnega tekmovanja je bil trener argentinske državne reprezentance. Kot trener se je udeležil olimpijskih iger 1976 v Innsbrucku (Avstrija) in 1980 v Lake Placidu (New York, ZDA).
Pred smrtjo je bil izvoljen za delegata FIS-a za olimpijske igre v Sarajevu leta 1984.
Andinistični klub na ognjeni zemlji (CAU - Club Andino Ushuaia) je po njem poimenoval smučarsko progo.
Vsako leto je v Bariločah memorialni pokal "Fr. Jerman" v smučarskih tekih.
Vsako leto se na mladinskem prvenstvu Južne Amerike (Campeonato infantil Patagónico) najboljšemu posamezniku podeli nagrada "Francisco Jerman".
Občina Bariloče je po njegovi smrti v naselju Catedral, enem največjih smučarskih centrov v Južni Ameriki, po njem poimenovala ulico. 